# Tanyproctus pamphilus
Tanyproctus pamphilus är en skalbaggsart som beskrevs av Rudolph Petrovitz 1967. Tanyproctus pamphilus ingår i släktet Tanyproctus och familjen Melolonthidae. Inga underarter finns listade i Catalogue of Life.